# پائولو کوتا-راموزینو
پائولو کوتا-راموزینو (انگلیسی: Paolo Cotta-Ramusino؛ زادهٔ ۱۹۴۸) فیزیک‌دان است. وی دبیرکل کنفرانس پاگواش در امور علمی و جهانی است و از اوت ۲۰۰۲ عهده‌دار این سمت می‌باشد. او همچنین استاد دانشگاه ملی فیزیک هسته‌ای ایتالیا و محقق ارشد در مؤسسه ملی فیزیک هسته‌ای ایتالیا است. کوتا-راموزینو استاد مرکز مطالعات بین‌المللی، سازمان خلع‌سلاح، دانشکده مطالعات بین‌المللی، دهلی‌نو و دانشیار اداره مدیریت اتم، مرکز علوم و امور بین‌الملل دانشگاه جواهر لعل نهرو و مدرسه حکومت جان اف. کندی، همچنین دانشگاه هاروارد است. او عضوی از مؤسسه بین‌المللی مطالعات و آکادمی جهانی هنر و علوم است.

## پیشه
کوتا-راموزینو دکترای خود را در سال ۱۹۷۱ از دانشگاه میلان دریافت کرد. راموزینو یک فیزیکدان ریاضی است، او نظریه میدان‌های کوانتومی و نظریه ریسمان را مورد بررسی قرار داده. او همچنین استاد فیزیک ریاضی (روش‌های ریاضی فیزیک) است.
وی از سال ۱۹۷۸–۱۹۸۱ پژوهشگر در فیزیک نظری در دانشگاه میلان بود. راموزینو فوق دکترای خود را از دانشگاه هاروارد و کمبریج دریافت کرده‌است.
در نظریه میدان کوانتومی و تفسیر هندسی افتراقی و جنبه‌هایی از میدان مکانیک کوانتومی تحقیق کرده‌است. روش‌های ارائه‌شده و فعلی او عبارتند از: روش‌های ریاضی فیزیک: آنالیز مختلط و آنالیز تابعی هندسه دیفرانسیل، و حساب دیفرانسیل.

## خانواده
پائولو کوتا-راموزینو در سال ۱۹۷۱ ازدواج کرد و دارای دو دختر و دو نوه است.